# Weldon Spring (Missouri)
Weldon Spring est une ville du comté de Saint Charles, dans le Missouri, aux États-Unis,. Située au sud du comté, elle est fondée en 1864 et incorporée en 1984.

## Démographie
Lors du recensement de 2010, la ville comptait une population de 5 443 habitants. Elle est estimée, en 2016, à 5 593 habitants.

### Source de la traduction
- (en) Cet article est partiellement ou en totalité issu de l’article de Wikipédia en anglais intitulé « Weldon Spring, Missouri » (voir la liste des auteurs).